# Echinogromia
Echinogromia, en ocasiones erróneamente denominado Arechinogromium, es un género de foraminífero bentónico de estatus incierto, tal vez un radiolario, aunque fue considerado perteneciente a la familia Lagynidae, del suborden Allogromiina y del orden Allogromiida. Su especie tipo es Echinogromia multifenestrata. Su rango cronoestratigráfico abarca el Holoceno.

## Clasificación
Echinogromia incluía a la siguiente especie:
- Echinogromia multifenestrata